# The Complete Works
The Complete Works — бокс-сет английской рок-группы Queen, вышедший в 1985 году.

## Содержание
Бокс-сет включает в себя все студийные альбомы, вышедшие до 1985 года (кроме Greatest Hits), альбом Complete Vision, в который вошли песни группы, не вышедшие на альбомах, а также две книги. В первой — обложки, тексты песен и картинки всех альбомов. Во второй — карта мира, на которой отмечены города, где группа давала концерты, какое брала с собой оборудование, и позиции в чартах по странам.

## Список альбомов
1. Queen
2. Queen II
3. Sheer Heart Attack
4. A Night at the Opera
5. A Day at the Races
6. News of the World
7. Jazz
8. Live Killers
9. The Game
10. Flash Gordon
11. Hot Space
12. The Works

| №  | Название                      | Длительность |
| -- | ----------------------------- | ------------ |
| 1. | «See What a Fool I've Been»   |              |
| 2. | «A Human Body»                |              |
| 3. | «Soul Brother»                |              |
| 4. | «I Go Crazy»                  |              |
| 5. | «Thank God It's Christmas»    |              |
| 6. | «One Vision» (single version) |              |
| 7. | «Blurred Vision»              |              |